# Grabonóg (przystanek kolejowy)
Grabonóg – nieczynny kolejowy przystanek osobowy na linii nr 366 w Grabonogu, w województwie wielkopolskim, w Polsce.